# Senegalia catechu

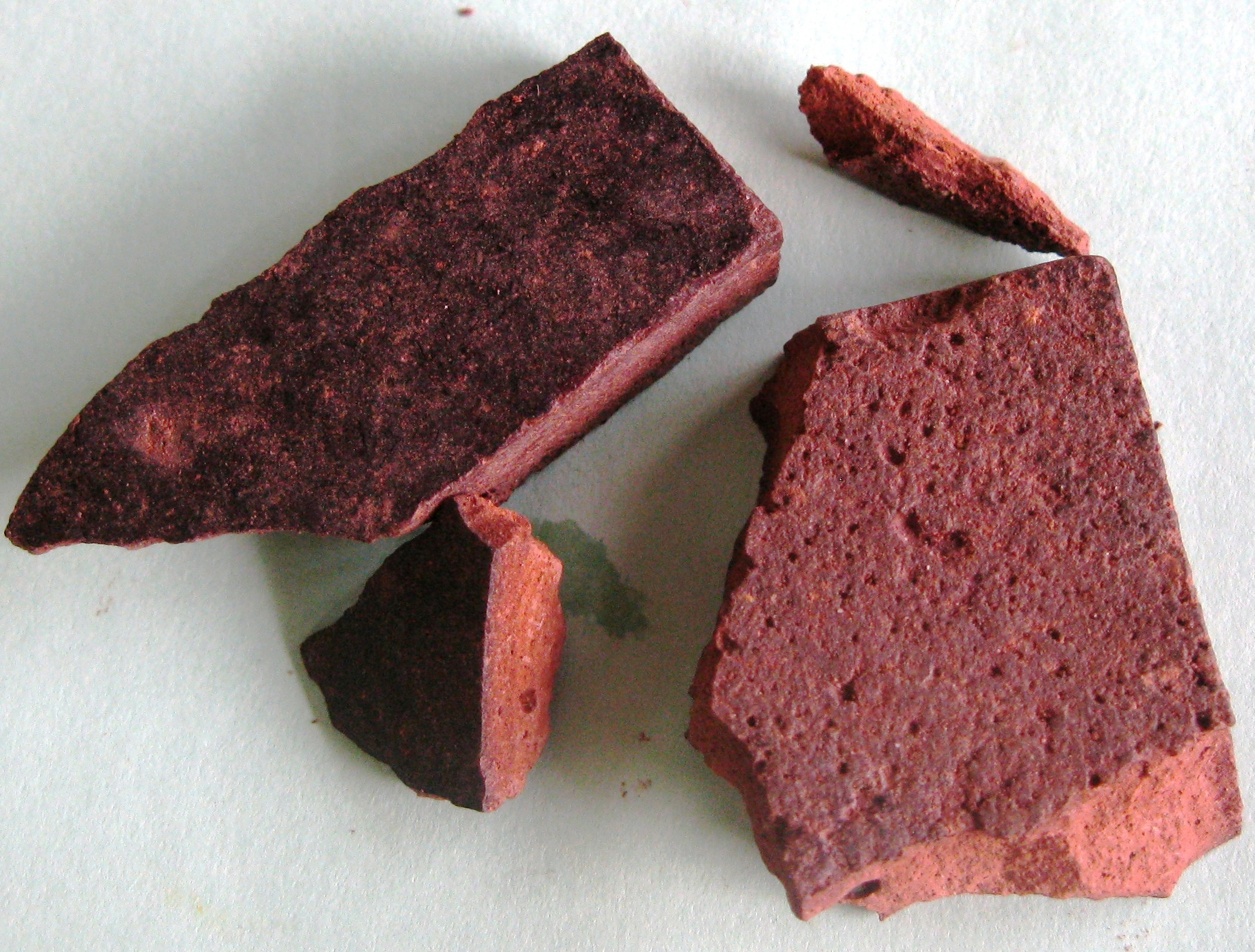
Catechu

Senegalia catechu é uma espécie de leguminosa do gênero Acacia, pertencente à família Fabaceae.
A madeira tem valor para a construção de móveis e ferramentas. As sementes são uma boa fonte de proteínas.

## Sinónimos
- Acacia catechuoides Benth.
- Acacia sundra (DC.) Roxb.
- Acacia wallichiana DC.
- Mimosa catechu L.f.
- Mimosa catechuoides Roxb.[5]